# Nevolice
Nevolice (deutsch Newolitz) ist eine Gemeinde in Tschechien. Sie liegt zwei Kilometer südlich von Domažlice und gehört zum Okres Domažlice.

## Geographie

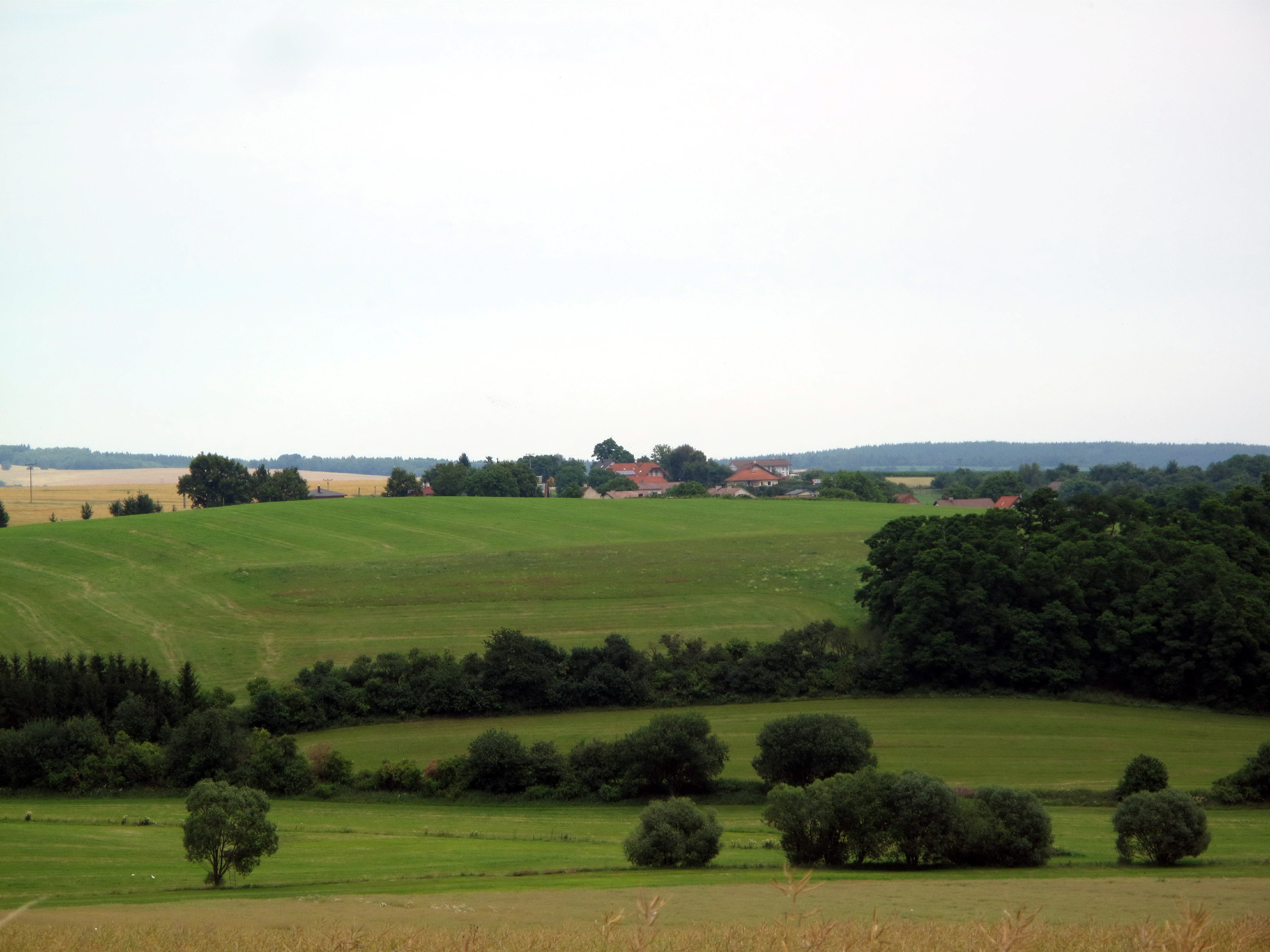
Blick von der Straße Domažlice-Tlumačov auf Nevolice

Nevolice befindet sich in der Cham-Further Senke (Všerubská vrchovina). Das Dorf liegt linksseitig über dem Tal des Baches Nevolický potok auf einer Anhöhe. Östlich erhebt sich die Dlouhá hora (473 m), im Südosten der Na Skále (468 m), südwestlich die Kubičková skála (513 m) und die Zadní skála (600 m), im Westen der Dmout (603 m) und die Veselá hora (589 m) sowie nordwestlich der Na Šibenici (473 m).
Nachbarorte sind Domažlice im Norden, Bořice im Nordosten, Smolov und Spáňov im Osten, Kout na Šumavě und Mrákov im Südosten, Podveský Mlýn und Tlumačov im Süden, Pasečnice und Stráž im Südwesten, K Vavřinci, Na Pile und Valcha im Westen sowie Havlovice im Nordwesten.

## Geschichte
Die erste schriftliche Erwähnung des Dorfes erfolgte im Jahre 1586 im Tauser Stadtbuch anlässlich des Verkaufs eines Teiches am Nevolický potok. Als Besitzer von Nevolice wechselten sich die Herren von Lobkowicz, die Stadt Taus und das Augustinerkloster Taus ab. Im Jahre 1848 lebten in den 36 Häusern des Dorfes 243 Personen.
Nach der Aufhebung der Patrimonialherrschaft bildete Nevolice/Newolitz ab 1850 eine Gemeinde im Gerichtsbezirk Taus. Ab 1868 gehörte die Gemeinde zum Bezirk Taus. Im Jahre 1875 entstand die Dorfschmiede. Die Freiwillige Feuerwehr bildete sich 1916. 1920 wurde das Dorf elektrifiziert. Im Jahre 1921 hatte Nevolice 262 Einwohner. Am 20. September 1937 wurde die Schule eingeweiht.
Die ehemalige Dorfschmiede ist heute Sitz des Gemeindeamtes, außerdem befindet sich darin die Klubgaststätte Cíbovna.

## Sehenswürdigkeiten
- Kapelle St. Martin auf dem Dorfplatz, sie wurde 1879 anstelle des Armenhauses gebaut
- Gehöft Nr. 36
- Gedenkstein für die Gefallenen des Ersten Weltkriegs, enthüllt 1926